# (8139) 1980 UM1
(8139) 1980 UM1 là một tiểu hành tinh vành đai chính. Nó được phát hiện bởi Schelte J. Bus ở Đài thiên văn Palomar ở Quận San Diego, California, ngày 31 tháng 10 năm 1980.